# Xã Glen, Quận Aitkin, Minnesota
Xã Glen (tiếng Anh: Glen Township) là một xã thuộc quận Aitkin, tiểu bang Minnesota, Hoa Kỳ. Năm 2010, dân số của xã này là 450 người.